# 秦少波
秦少波（チン・シャオポー, Qín Shăobō, Shaobo Qin, 1982年 - ）は、中華人民共和国出身の俳優、アクロバッター。
　

## 人物
中華人民共和国の広西省（現広西チワン族自治区）出身。アクロバットグループ、ザ・ペキン・アクロバッツ（The Peking Acrobats）のメンバーである。

## 映画
『オーシャンと十一人の仲間』をリメイクしたスティーヴン・ソダーバーグ監督の映画シリーズ『オーシャンズ11』『オーシャンズ12』『オーシャンズ13』『オーシャンズ8』で、軽業師のイエンを演じる。